# كأس إسكتلندا 1922–23
كأس اسكتلندا 1922–23 (بالإنجليزية: 1922–23 Scottish Cup)‏ هو موسم من كأس اسكتلندا. فاز فيه نادي سلتيك.